# 梅茨维莱尔
梅茨维莱尔（法語：Mertzwiller，发音：[mɛʁt͡svilɛʁ]；德语：Merzweiler）是法国下莱茵省的一个市镇，位于该省西北部，属于阿格诺-维桑堡区（Haguenau-Wissembourg）和赖什索芬县（Reichshoffen）。该市镇总面积6.96平方公里，2009年时的人口为3526人。

## 交通
下莱茵省省道D1062线（快速公路）和省道D72线、D148线、D227线、D627线在此交汇。

## 人口
梅茨维莱尔人口变化图示